# پال ای. ادواردز
پال ای. ادواردز (انگلیسی: Paul A. Edwards؛ زادهٔ) یک مدیر فیلم‌برداری اهل ایالات متحده آمریکا است.
- استاد (۱۹۸۹)